# Graphomya adumbrata
Graphomya adumbrata är en tvåvingeart som först beskrevs av Christian Rudolph Wilhelm Wiedemann 1824.  Graphomya adumbrata ingår i släktet Graphomya och familjen husflugor. Inga underarter finns listade i Catalogue of Life.